# Иштван Салаи
Иштван Салаи (мађ. Szalay István је био мађарски фудбалер, репрезентативац, играо је на дефанзивним позицијама. У спортској штампи био је познат као Салаи II.

## Каријера

### Клубови
Салаи је своју фудбалску каријеру започео у будимпештанском Немзет ШК, а затим је прешао у ВМФЦ Чепел. Са Чепелом је освојио два шампионата. Био је дисциплинован, поуздан играч који је такође бриљирао као бек или покривач. Из Чепела је затим прешао у тадашњи Кишпешт, касније познат као Хонвед, да би каријеру завршио у такође будимпештанском клубу Киштекст.

### У репрезентацији
Између 1939. и 1943. наступио је пет пута у дресу фудбалске репрезентације Мађарске.

## Достигнућа
- Прва лига Мађарске у фудбалу
  - шампион: 1941/42, 1942/43.
- Мађарски фудбалер године: 1943.

## Белешка
1. ↑  Према истом извору умро је 24. марта 1981.
2. ↑  Кишпешт је касније променио име у Хонвед